# Tyihäjärvi
Tyihäjärvi är en sjö i Pajala kommun i Norrbotten och ingår i Kalixälvens huvudavrinningsområde. Sjön har en area på 0,0309 kvadratkilometer och ligger 172,8 meter över havet.

## Delavrinningsområde
Tyihäjärvi ingår i det delavrinningsområde (742535-182815) som SMHI kallar för Namn saknas. Medelhöjden är 190 meter över havet och ytan är 58,18 kvadratkilometer. Räknas de 4 avrinningsområdena uppströms in blir den ackumulerade arean 85,07 kvadratkilometer. Pirttiniemenjoki (Suankijoki) som avvattnar avrinningsområdet har biflödesordning 3, vilket innebär att vattnet flödar genom totalt 3 vattendrag innan det når havet efter 166 kilometer. Avrinningsområdet består mestadels av skog (45 procent) och sankmarker (52 procent). Avrinningsområdet har 0,31 kvadratkilometer vattenytor vilket ger det en sjöprocent på 0,5 procent.